# 講談社ラノベ文庫新人賞
講談社ラノベ文庫新人賞（こうだんしゃラノベぶんこしんじんしょう）は、講談社ラノベ文庫が主催するライトノベルの公募新人文学賞の一つである。

## 概要
ライトノベルレーベル「講談社ラノベ文庫」を2011年秋に創刊するのに合わせて、2010年10月に新人賞「講談社ラノベ文庫新人賞」を創設することが発表された。第1回では応募総数が1109作あり、その中から5作品が賞を受賞した。第2回より年1回（毎年4月30日締切）の募集となったが、第10回より講談社ラノベチャレンジカップと統合され年2回の募集となった。
佳作以上の受賞作品は、同社のライトノベル系文庫レーベルである講談社ラノベ文庫より刊行される。
一次選考通過者全員に作品の評価シートを送る。また新しい可能性としてフロンティアスピリットを大切にしており、新人作家のスピリットを編集者と相談しながら一緒にやっていける人を募集している。このことから作品について話し合う場を設ける為に、二次選考通過者全員をラノベ文庫編集部へ招き入れている。
講談社ラノベ文庫が募集する新人賞は、2018年まで講談社ラノベ文庫新人賞以外にも講談社ラノベチャレンジカップが存在し、新人作家の発掘に積極的であることがうかがえる。

## 賞の種類
賞の種類、およびその賞金は以下の通り：
- 大賞 - 賞金100万円
- 優秀賞 - 賞金50万円
- 佳作 - 賞金30万円

受賞作品については講談社ラノベ文庫公式サイトにて発表される。なお第14回以前の賞金は大賞が300万円、優秀賞100万円、佳作30万円であった。

## 選考委員
第1回（2011年） - 第2回（2012年）
藤島康介（漫画家）、平坂読（ライトノベル作家）、大沼心（アニメーション監督）、渡辺協（講談社ラノベ文庫編集長）、講談社ラノベ文庫編集部
第3回（2013年）
榊一郎（ライトノベル作家）、藤島康介、三浦亨（アニメインターナショナルカンパニー代表取締役）、渡辺協、講談社ラノベ文庫編集部
第4回（2014年） - 第5回（2015年）
榊一郎、藤島康介、三浦亨、猪熊泰則（講談社ラノベ文庫編集長）、講談社ラノベ文庫編集部
第6回（2016年） - 第8回（2018年）
榊一郎、藤島康介、ツカサ（作家）、猪熊泰則、講談社ラノベ文庫編集部
第9回（2019年）
むらさきゆきや（作家）、講談社ラノベ文庫編集部
第10回（2019年）
鏡貴也（作家）、講談社ラノベ文庫編集部
第11回（2020年）
むらさきゆきや（作家）、講談社ラノベ文庫編集部
第12回 - 第14回（2020年 - 2021年）
鏡貴也（作家）、講談社ラノベ文庫編集部
第15回（2022年）
むらさきゆきや（作家）、講談社ラノベ文庫編集部
第16回（2023年）
鏡貴也（作家）、講談社ラノベ文庫編集部
第17回 - 第19回（2023年 - 2024年）
むらさきゆきや（作家）、講談社ラノベ文庫編集部
第20回 -（2024年 - ）
鏡貴也（作家）、講談社ラノベ文庫編集部

## 入賞作品一覧
斜字は未刊行作品。（）内は改題。
| 回数              | 応募作 総数 | 賞     | タイトル （刊行時表題）                                                                                          | 著者 （刊行時筆名）         | 出典   |
| ----------------- | ----------- | ------ | --- | --------------------------- | ------ |
| 第1回 （2011年）  | 1109        | 大賞   | 魔法使いなら味噌を喰え!                                                                                          | 澄守彩                      | [ 6 ]  |
| 第1回 （2011年）  | 1109        | 優秀賞 | 純潔戦記ドウテイオー vs.SE-X （神童機操DT-O）                                                                    | ファニー・ベル （幾谷正）   | [ 6 ]  |
| 第1回 （2011年）  | 1109        | 佳作   | デットエンドラプソティ                                                                                           | 草薙絡                      | [ 6 ]  |
| 第1回 （2011年）  | 1109        | 佳作   | 魔王女交友録 （まお×にん!）                                                                                      | やますゆきたか              | [ 6 ]  |
| 第1回 （2011年）  | 1109        | 佳作   | この素晴らしく不幸で幸せな世界と僕と!                                                                            | 水樹尋                      | [ 6 ]  |
| 第2回 （2012年）  | 333         | 大賞   | 神様のお仕事 | 幹                          | [ 7 ]  |
| 第2回 （2012年）  | 333         | 優秀賞 | リップオフ! | 亘井小樽 （渡井亘）         | [ 7 ]  |
| 第2回 （2012年）  | 333         | 優秀賞 | 彼と彼女の不都合な真実                                                                                           | 南篠豊                      | [ 7 ]  |
| 第2回 （2012年）  | 333         | 佳作   | モブキャラ仕様のクラフトマン 〜彼女とエロゲと擬人化バッチ〜 （モブキャラな俺がヒロインに攻略してと頼まれました） | 朝倉輪                      | [ 7 ]  |
| 第2回 （2012年）  | 333         | 佳作   | 俺達の中二病は、まだ始まったばかりだ! （俺達の中二病はまだ始まったばかりだ!）                                    | 昨坂まこと                  | [ 7 ]  |
| 第3回 （2013年）  | 228         | 大賞   | ハロー・ワールド -Hello World-                                                                                   | 針不破郁 （仙波ユウスケ）   | [ 8 ]  |
| 第3回 （2013年）  | 228         | 優秀賞 | サービス&バトラー                                                                                                | 望月唯一                    | [ 8 ]  |
| 第3回 （2013年）  | 228         | 優秀賞 | ウィークエンド・ドラゴン 〜辞書と生贄と最悪な物語〜 （ウィークエンド・ドラゴン）                                 | 「飛来」 （星見圭）         | [ 8 ]  |
| 第3回 （2013年）  | 228         | 佳作   | 断崖のアイベックス （揺り籠の悪魔と零のアリア）                                                                  | K （穂村健人）              | [ 8 ]  |
| 第3回 （2013年）  | 228         | 佳作   | 星撃の青い魔弾 （星撃の蒼い魔剣）                                                                                | 椎月アサミ                  | [ 8 ]  |
| 第4回 （2014年）  | 298         | 大賞   | 紙透トオルの汚れなき世界                                                                                         | 石川ノボロヲ                | [ 9 ]  |
| 第4回 （2014年）  | 298         | 優秀賞 | アフターブラック                                                                                                 | 川田戯曲                    | [ 9 ]  |
| 第4回 （2014年）  | 298         | 佳作   | ラン・オーバー                                                                                                   | 稲庭 （稲庭淳）             | [ 9 ]  |
| 第5回 （2015年）  | 293         | 大賞   | 天翔の飛竜騎士 （かくて飛竜は涙を流す The Dragons' Tear）                                                        | 五月香津絵 （五月猫文）     | [ 10 ] |
| 第5回 （2015年）  | 293         | 優秀賞 | ダンジョン城下町運営記                                                                                           | ミミ                        | [ 10 ] |
| 第5回 （2015年）  | 293         | 佳作   | 呪われたやつはだいたい友達 （お前を、祝ってやろうか!? 1.ラッキースケベの呪いを解いてくれ!）                      | 御守いちる                  | [ 10 ] |
| 第6回 （2016年）  | 373         | 大賞   | 自殺するには向かない季節                                                                                         | 海老名龍人                  | [ 11 ] |
| 第6回 （2016年）  | 373         | 優秀賞 | ディヴィジョン・マニューバ －英雄転生－                                                                          | 妹尾尻尾                    | [ 11 ] |
| 第6回 （2016年）  | 373         | 佳作   | ドラどら王子の嫁選び （ドラどら王子の花嫁選び）                                                                  | 愛坂タカト                  | [ 11 ] |
| 第6回 （2016年）  | 373         | 佳作   | 巨乳天使ミコピョン!                                                                                              | 瀬戸 （瀬戸メグル）         | [ 11 ] |
| 第6回 （2016年）  | 373         | 佳作   | 白翼のポラリス                                                                                                   | 阿部藍樹                    | [ 11 ] |
| 第7回 （2017年）  | 348         | 優秀賞 | 夢の続きを。 （おいなりさんは恋をする）                                                                          | 相原慶                      | [ 12 ] |
| 第7回 （2017年）  | 348         | 佳作   | HERO SHOW!! （スタンピード!!）                                                                                   | 浦土之混乱                  | [ 12 ] |
| 第7回 （2017年）  | 348         | 佳作   | →ぱすてるぴんく。                                                                                                | 悠寐ナギ                    | [ 12 ] |
| 第8回 （2018年）  | 432         | 大賞   | バグつき人形 〜イチコとナナコ〜 （101メートル離れた恋）                                                          | こまつれい                  | [ 13 ] |
| 第8回 （2018年）  | 432         | 優秀賞 | いつかこの砂の海で                                                                                               | 柿木要                      | [ 13 ] |
| 第8回 （2018年）  | 432         | 佳作   | 異世界で生き抜くためのブラッドスキル                                                                             | 火狩けい                    | [ 13 ] |
| 第8回 （2018年）  | 432         | 佳作   | 最終戦争をはじめましょう （終わる世界の魔人執事）                                                                | 景山千博                    | [ 13 ] |
| 第9回 （2019年）  | 464         | 優秀賞 | フルムーンサルト （遥かなる月と僕たち人類のダイアログ）                                                          | 深雪深雪                    | [ 14 ] |
| 第9回 （2019年）  | 464         | 佳作   | 俺がピエロでなにが悪い!                                                                                          | 白井ムク                    | [ 14 ] |
| 第9回 （2019年）  | 464         | 佳作   | 油断出来ない彼女                                                                                                 | 江山孝志                    | [ 14 ] |
| 第10回 （2019年） | 469         | 優秀賞 | 異世界監督、シナリオ無双!                                                                                        | 藤七郎                      | [ 15 ] |
| 第10回 （2019年） | 469         | 優秀賞 | 魔王と魔女の英雄神話                                                                                             | 神無月真紅                  | [ 15 ] |
| 第10回 （2019年） | 469         | 佳作   | 君と一緒にごはんが食べたい                                                                                       | 佐藤トミー （日日綴郎）     | [ 15 ] |
| 第11回 （2020年） | 539         | 優秀賞 | 錬奏技巧師見習いの備忘録                                                                                         | 三止十夜                    | [ 16 ] |
| 第11回 （2020年） | 539         | 佳作   | 英雄と魔女の転生ラブコメ                                                                                         | 雨宮和希                    | [ 16 ] |
| 第11回 （2020年） | 539         | 佳作   | BLUE PIECE （十二月、君は青いパズルだった）                                                                      | 有長裕貴 （神鍵裕貴）       | [ 16 ] |
| 第12回 （2020年） | 315         | 優秀賞 | 黄昏マセマティカ 〜アプリになった天才少女〜 （君と紡ぐソネット 〜黄昏の数学少女〜）                              | 夕月暁 （暁社夕帆）         | [ 17 ] |
| 第12回 （2020年） | 315         | 優秀賞 | 世界平和のために魔王を誘拐します                                                                                 | 有坂紅                      | [ 17 ] |
| 第12回 （2020年） | 315         | 佳作   | 双黒銃士と銀狼姫                                                                                                 | 倖月一嘉                    | [ 17 ] |
| 第12回 （2020年） | 315         | 佳作   | 学院最強最弱の末裔と禁則使いの性転換者 （アナザー・エゴ 男女逆転の執行者（）は、世界最弱の令嬢を護衛する）       | 林敬吾 （生輝圭吾）         | [ 17 ] |
| 第13回 （2021年） | 353         | 優秀賞 | 王国勇者認定官ミゲルの冒険 （勇者認定官と奴隷少女の奇妙な事件簿）                                                | オーノ・コナ                | [ 18 ] |
| 第13回 （2021年） | 353         | 佳作   | 勇者と呼ばれた後に ―そして無双男は家族を創る―                                                                    | 陸堂克樹 （空埜一樹）       | [ 18 ] |
| 第13回 （2021年） | 353         | 佳作   | 落ちこぼれ猟理人、伝説になる （英雄失格者の魔獣グルメ）                                                          | 山夜みい                    | [ 18 ] |
| 第14回 （2021年） | 263         | 佳作   | デスループ令嬢は生き残る為に両手を血に染めるようです                                                             | 沙寺絃                      | [ 19 ] |
| 第14回 （2021年） | 263         | 佳作   | 彼女は俺の妹で友達だ （コミュ症なクラスメイトと友達になったら生き別れの妹だった）                                | 月城自ゆウ （永峰自ゆウ）   | [ 19 ] |
| 第15回 （2022年） | 291         | 優秀賞 | 高校全部落ちたけど、エリートJKに勉強教えてもらえるなら問題ないよね!                                              | 日ノ出しずむ                | [ 20 ] |
| 第15回 （2022年） | 291         | 佳作   | 詐欺シスター | 微熱リンゴ （彩月レイ）     | [ 20 ] |
| 第16回 （2022年） | 297         | 優秀賞 | 新解釈古典恋愛〜まんじゅうなんてこわくない〜                                                                     | 雨坂羊                      | [ 21 ] |
| 第16回 （2022年） | 297         | 優秀賞 | 空冥の竜騎 | 神岡鳥乃                    | [ 21 ] |
| 第16回 （2022年） | 297         | 佳作   | 悪食緋蒼は×××なのか?                                                                                             | 夜方宵                      | [ 21 ] |
| 第16回 （2022年） | 297         | 佳作   | 辺獄のラブコメ （すべてはギャルの是洞さんに軽蔑されるために!）                                                   | たか野む                    | [ 21 ] |
| 第17回 （2023年） | 325         | 大賞   | シャドウ・アサシンズ・ワールド 〜影は薄いけど、最強忍者やってます〜                                              | やまと （空山トキ）         | [ 22 ] |
| 第17回 （2023年） | 325         | 優秀賞 | 猫のJKとサラリーマン                                                                                             | あんころもち （秋乃つかさ） | [ 22 ] |
| 第17回 （2023年） | 325         | 佳作   | 幼馴染を親友に寝取られた俺。これからは元親友の妹とイチャイチャしていきたいと思います                             | 朝陽千早                    | [ 22 ] |
| 第18回 （2023年） | 240         | 優秀賞 | 王女様のお仕置き係 〜セクハラ疑惑で失脚したらなぜか変態王女のご主人様になったんだが〜                            | 白澤光政                    | [ 23 ] |
| 第18回 （2023年） | 240         | 佳作   | 探偵気取りと不機嫌な青春                                                                                         | 野中春樹                    | [ 23 ] |
| 第18回 （2023年） | 240         | 佳作   | 魔王と女勇者が生まれ変わって、恋人になるまで                                                                     | 二木弓いうる                | [ 23 ] |
| 第18回 （2023年） | 240         | 佳作   | サマースコール                                                                                                   | 紅茶がぶ飲み太郎            | [ 23 ] |
| 第19回 （2024年） | 320         | 佳作   | ナルシストとその信者。〜クラスのいじめられっ子を助けたら異様に距離が近くなった件〜                               | 和歌師ヤモ                  | [ 24 ] |
| 第19回 （2024年） | 320         | 佳作   | 日替わり彼女〜初恋はウソつきの始まり〜                                                                           | harao                       | [ 24 ] |